# 磷酸锗铝锂
磷酸锗铝锂（简写LAGP或LAGPO）是一种无机陶瓷固体材料，通式为Li
1+xAl
xGe
2-x(PO
4)
3，它是NASICON的一员，被应用于全固态锂离子电池固态电解质。它的离子电导率一般在10–5到10–4 S/cm之间。